# Flatula stenula
Flatula stenula är en insektsart som beskrevs av Medler 1996. Flatula stenula ingår i släktet Flatula och familjen Flatidae. Inga underarter finns listade i Catalogue of Life.